# Ethniki Odos 73
Die Ethniki Odos 73 (griechisch Εθνική Οδός 73 ‚Nationalstraße 73‘) ist eine Straßenverbindung in Griechenland. Sie ist eine von zwei Nationalstraßen auf der Insel Lesbos.

## Verlauf
Die Straße beginnt südlich des Flughafens Mytilini (Κρατικός Αερολιμένας Μυτιλήνης) in Agrilia Kratigou und führt entlang der Ostküste der Insel Lesbos nach Norden durch die Inselhauptstadt Mytilini (Μυτιλήνη) und weiter über den Abzweig der nach Kalloni führenden Ethniki Odos 36 bis in den Ort Paralia Thermis.